# Allajulus marguareisi
Allajulus marguareisi är en mångfotingart som först beskrevs av Pius Strasser 1970.  Allajulus marguareisi ingår i släktet Allajulus och familjen kejsardubbelfotingar. Inga underarter finns listade i Catalogue of Life.